# Pierre-Simon Laplace
Pierre-Simon, markiz Laplacea (Beaumont-en-Auge, Normandija, Francuska, 23. ožujka 1749. – Pariz, 5. ožujka 1827.) bio je francuski matematičar i astronom čiji su radovi znatno doprinijeli razvoju matematike, astronomije i statistike. Studirao na Sveučilištu u Caenu, potom u Parizu kod J. B. le Rond d’ Alemberta, predavao matematiku u Visokoj vojnoj školi u Parizu (od 1771. do 1787.). Član francuske Akademije znanosti od 1773. Sažeo je i proširio radove njegovih prethodnika, formulirao jednadžbu, utemeljio hipotezu porijekla Sunčeva sustava i bio je jedan od prvih znanstvenika koji je najavio postojanje crnih rupa i naslutio pojavu gravitacijskog kolapsa. Ubraja se u najveće znanstvenike svih vremena i katkada ga se spominje kao francuskog Newtona koji je u svoje doba svojom znanstvenom misli natkrilio svoje suvremenike. Otkrio je zakon o nepromjenljivosti srednjih vremena gibanja planeta oko Sunca (1773.) i ovisnost sekularnih promjena (malih odstupanja do kojih dolazi u dugom razdoblju; lat. saeculum: stoljeće) u ekscentricitetu Zemljine putanje o gravitaciji Mjeseca (nutacija). Izračunao je putanje prvih triju Jupiterovih satelita te proučavao plimu i oseku (Laplaceove plimne jednadžbe, 1776.). Pri pronalaženju metoda za određivanje putanje kometa došao je u akademski spor s Ruđerom Boškovićem (1776.). Hipotezu o nastanku Sunčeva sustava, danas poznatu kao Kant-Laplaceova hipoteza (nebularna teorija), objavio je 1796. Bavio se i drugim područjima matematičke fizike, na primjer teorijom elektriciteta, kapilarnosti tekućina i specifičnim toplinskim kapacitetima čvrstih tijela. U tumačenje znanstvenih podataka uveo je teoriju vjerojatnosti. U filozofiji je zastupao ideje sveopćega determinizma.

## Životopis
Laplace je rođen u mjestu Beaumont-en-Auge, Donja Normandija, Francuska, 23. ožujka 1749. Dugovao je svoju naobrazbu zanimanju svojih bogatijih susjeda koji su uočili njegove sposobnosti. O njegovoj ranoj mladosti zna se u biti vrlo malo, no zna se da 1765. kreće u Školu vojvode od Orleansa u Beaumontu i kasnije na studij teologije u Caenu gdje studira 5 godina. Na studiju se našao pod pokroviteljstvom dvojice učitelja matematike (Christophe Gadbled i Pierre Le Canu) koji su pobudili zanimanje za matematiku. Laplace nikada nije diplomirao teologiju, no u Pariz se uputio s preporukama za tada, već poznatog matematičara Jeana le Ronda d'Alemberta.
Prema zapisima koji su ostali iz tog vremena, d'Alembert ga je primio ne s prevelikim entuzijazmom i riješio ga se dajući mu debelu matematičku knjigu uz napomenu da se vrati kada je bude pročitao. Kada se Laplace vratio nekoliko dana kasnije, d'Alembert nije mogao vjerovati da je Laplace pročitao i shvatio knjigu. No, ispitujući ga shvatio je da je Laplace zaista pročitao i shvatio knjigu i od tog trenutka uzeo ga je po svoje okrilje. Prema drugoj priči Laplace je preko noći riješio problem za koji mu je d'Alembert dao tjedan dana da ga riješi i nakon toga sljedeće noći je riješio još teži problem. D'Alembert je bio impresioniran i preporučio ga za mjesto predavača na École Militaire.
Sa sigurnim prihodom i ne previše zahtjevnim predavanjima, Laplace se sada mogao posvetiti originalnim istraživanjima i u sljedećih 17 godina, otprilike od 1771. do 1787., napisao je većinu svojih radova iz područja astronomije. U kasnim tridesetima zasnovao je obitelj te imao dvoje djece. U vrijeme restauracije vlasti Bourbona nagrađen je titulom marquisa. Umro je u Parizu 5. ožujka 1827. Njegovo ime nalazi se na listi 72 znanstvenika ugraviranih na Eifellovom tornju.

## Radovi
Premda je objavom svojih ranih radova otpočeo još 1771. godine uglavnom na temu diferencijalnih jednadžbi, već je tada počeo razmišljati o pojmovima kao što su vjerojatnost i statistika. Paralelno s radom na području matematike sistematski je radio na pitanjima iz gibanja nebeskih tijela te stabilnosti Sunčeva sustava. Razmatrajući zapaženu nestabilnost Jupitera i Saturna prvi je istražio i objavio mogućnost da zakon gravitacije ne djeluje trenutno, zakoračivši na taj način intelektualno više od stotinu godina u budućnost. Razvio je i hipotezu nastanka Sunčeva sustava i predvidio da su planeti udaljeniji od središta sustava stariji od onih bliže Suncu. Laplace je, štoviše, došao vrlo blizu i do koncepta pojma crne rupe. Ukazao je da negdje može biti toliko masivna zvijezda čija je gravitacija toliko jaka da čak niti svjetlo ne može pobjeći s njene površine. Nagađao je i da neke maglice nisu dio galaksije Mliječni put, već da su i same galaksije. 
Značajni su i njegovi radovi na uvođenju ideje skalarnog potencijala, skalarne funkcije koja opisuje ponašanje vektora te je operator iz tog područja nazvan Laplasov operator ili Laplasijan. Pojam potencijala se pojavljuje ne samo u gravitaciji, već i u dinamici fluida, elektromagnetizmu i drugim područjima. Štoviše i drugi pojmovi iz fizike i matematike nose njegovo ime, spomenimo samo Laplaceov broj,  Young–Laplaceovu jednadžbu, Laplaceov limes, Laplaceovu jednadžbu, Laplaceov princip ili Laplaceovu distribuciju.
Premda je poduzeo mnoga istraživanja na području fizike (površinska napetost, adijabatski procesi pri kompresiji zraka,.. i tako dalje), tema njegovih radova bilo je i područje vjerojatnosti gdje je, između ostaloga, u svome radu Essai philosophique sur les probabilités (1814.) postavio matematičke principe vjerojatnosti zasnovane na vjerojatnosti mogućih ishoda događaja.
Sljedeći radove Eulera i Lagrangea poduzeo je ključni korak upotrijebivši integralnu transformaciju (Laplaceova transformacija) u namjeri da cijelu integralno-diferencijalnu jednadžbu riješi u transformiranom području, postupak koji se pokazalo daleko lakšim od rješavanja originalne integralno-diferencijalne jednadžbe u originalnom obliku. Laplaceova transformacija možda je u širim krugovima njegov najpoznatiji rad koji je našao brojene primjene i to naročito u analizi linearnih dinamičkih sustava, poglavito električnih mreža i krugova.

### Kant-Laplaceova hipoteza
Nebularna teorija ili Kant-Laplaceova hipoteza je zajednički naziv za prve rasprave iz 18. stoljeća o nastanku Sunčeva sustava iz oblaka tvari koji je lebdio u svemiru. Prema zamisli Immanuela Kanta objavljenoj u djelu Opća povijest prirode i teorija neba (njem. Allgemeine Naturgeschichte und Theorie des Himmels, 1755.), hladni oblak prašine stezao se zbog vlastite privlačne gravitacijske sile i pritom se počeo vrtjeti. Prvu matematički obrazloženu nebularnu teoriju postavio je Pierre-Simon Laplace u djelima Sustav svijeta (fra. Exposition du système du monde, 1796.) i Nebeska mehanika (fra. Mécanique Celeste, 1799. – 1825.). Prasunce je zamislio kao užarenu maglicu koja se vrti. Pretpostavio je da se vrtnja ubrzavala kako se maglica stezala te da su se vanjski dijelovi maglice zbog velike centrifugalne sile odvajali u obliku prstenova, hladili i udaljavali od središta. Od prstenova su nastajali planeti, a njihovi su sateliti nastajali jednakim procesom pri ubrzavanju vrtnje planeta. Pretpostavio je da su udaljeniji planeti stariji od planeta bližih Suncu. Opažena gibanja Saturnovih satelita i prstena bila su u skladu s Laplaceovom hipotezom, ali je kutna količina gibanja Sunca bila manja od očekivane to jest prema Laplaceovoj hipotezi Sunce bi se trebalo vrtjeti znatno brže.

### Laplaceov operator
Laplaceov operator je linearni diferencijalni operator:
{\displaystyle \Delta ={\frac {\partial ^{2}}{\partial x^{2}}}+{\frac {\partial ^{2}}{\partial y^{2}}}+{\frac {\partial ^{2}}{\partial z^{2}}}}
kojim se može djelovati na neku funkciju, na primjer f (x, y, z), takο da se dοbije izraz:
{\displaystyle \Delta f={\frac {\partial ^{2}f}{\partial x^{2}}}+{\frac {\partial ^{2}f}{\partial y^{2}}}+{\frac {\partial ^{2}f}{\partial z^{2}}}}
Takvi se izrazi pojavljuju u nekim diferencijalnim jednadžbama.

### Laplaceova diferencijalna jednadžba
Laplaceova diferencijalna jednadžba za neku funkciju f (x, y, z) glasi:
{\displaystyle \Delta f={\frac {\partial ^{2}f}{\partial x^{2}}}+{\frac {\partial ^{2}f}{\partial y^{2}}}+{\frac {\partial ^{2}f}{\partial z^{2}}}=0}
Funkcije koje zadovoljavaju tu jednadžbu nazivaju se Laplaceove, harmonijske ili potencijalne funkcije.

### Laplaceova jednadžba
Laplaceova jednadžba pokazuje u akustici ovisnost brzine zvuka o svojstvima plina u kojem se zvuk širi. Izvedena je iz Newtonove jednadžbe za brzinu zvuka u elastičnim sredstvima:
{\displaystyle c={\sqrt {\frac {E}{\rho }}}}
gdje je: c - brzina zvuka, E - modul elastičnosti, a ρ - gustoća sredstva. Laplace je dokazao da se u jednadžbi za plin modul elastičnosti može zamijeniti umnoškom tlaka p i omjera specifičnih toplinskih kapaciteta pri konstantnom tlaku Cp i konstantnom volumenu Cv zato što se zgušnjavanje i razrjeđivanje slojeva plina u zvučnom titranju odvija adijabatski. Dakle, brzina zvuka u plinu iznosi:
{\displaystyle c={\sqrt {\frac {\gamma \ \cdot p}{\rho }}}}
gdje je:
{\displaystyle \gamma ={\frac {C_{p}}{C_{v}}}}
Pri normalnom tlaku zraka, Laplaceova formula za brzinu zvuka daje vrijednost 330 m/s, što odgovara utvrđenoj vrijednosti pokusima.

### Laplaceov zakon
Laplaceov zakon daje jakost magnetskoga polja koje djeluje u točkama prostora, a uzrokuje ga električna struja koja teče kroz vodič:
{\displaystyle H={\frac {1}{4\cdot \pi }}\int {\frac {I\cdot d\mathbf {s} \times \mathbf {{\hat {r}}_{0}} }{\mathbf {r} ^{2}}}}
gdje je: I - jakost električne struje, s - duljina vodiča, r - udaljenost između vodiča i točke u kojoj se opaža jakost magnetskoga polja H, a r0 - jedinični vektor u tom smjeru. Ukupno magnetsko polje u promatranoj točki rezultat je doprinosa struje kroz cijeli promatrani vodič u danoj strujnoj petlji.

## Djela
- Sustav svijeta (fr. Exposition du système du monde, 1796.),
- Nebeska mehanika (fr. Mécanique Celeste, 1799. – 1825.),
- Analitička teorija vjerojatnosti (fr. Théorie analytique des probabilités, 1812.).